# 데이비드 줄리어스
데이비드 제이 줄리어스(영어: David Jay Julius, 1955년 11월 4일 ~ )는 미국의 생물학자이다. 2021년에 온도·촉각을 느끼는 수용체를 발견한 공로로 아뎀 파타푸티언과 함께 노벨 생리학·의학상을 수상했다.

## 수상 경력
- 2021년 : 노벨 생리학·의학상